# برقو
بَرْڤُو (كان اسمها ربع أولاد يحيى) إحدى مدن الجمهورية التونسية، تقع في ولاية سليانة في إقليم الشمال الغربي.

## أعلام
- حسان الحرباوي